# Voïvodie de Zamość
Pour les articles homonymes, voir Zamość (homonymie).
La voïvodie de Zamość (en polonais : województwo zamojskie) était une unité de division administrative et un gouvernement local de Pologne entre 1975 et 1998. Son territoire s'étendait sur 6 980 km2 et il est désormais couvert par la voïvodie de Lublin.
En 1998, la voïvodie comptait 489 300 habitants.
Le chef-lieu de la voïvodie était Zamość.

## Villes
Population au 31 décembre 1998 :
- Zamość – 68 288 ;
- Biłgoraj – 27 043 ;
- Tomaszów Lubelski – 21 186 ;
- Hrubieszów – 20 157 ;
- Szczebrzeszyn – 5 638 ;
- Zwierzyniec – 3 663 ;
- Tarnogród – 3 489 ;
- Krasnobród – 3 026 ;
- Józefów – 2 645 ;
- Frampol – 1 520.

## Bureaux de district
Sur la base de la loi du 22 mars 1990, les autorités locales de l'administration publique générale,ont créé quatre régions administratives associant une douzaine de municipalités.

### Bureau de district de Biłgoraj
Le bureau de district de Biłgoraj compte quinze gminy, ou communes, et une ville :
- Aleksandrów ;
- Biłgoraj ;
- Biszcza ;
- Frampol ;
- Goraj ;
- Józefów ;
- Księżpol ;
- Łukowa ;
- Obsza ;
- Potok Górny ;
- Tarnogród ;
- Tereszpol ;
- Turobin ;
- Wysokie ;
- Zakrzew ;
- Biłgoraj (ville).

### Bureau de district de Hrubieszów
Le bureau de district de Hrubieszów compte six gminy et une ville :
- Dołhobyczów
- Horodło
- Hrubieszów
- Mircze
- Trzeszczany
- Uchanie
- Hrubieszów (ville)

### Bureau de district de Tomaszów Lubelski
Le bureau de district de Tomaszów Lubelski compte treize gminy et une ville :
- Bełżec ;
- Jarczów ;
- Komarów-Osada ;
- Krynice ;
- Lubycza Królewska ;
- Łaszczów ;
- Rachanie ;
- Susiec ;
- Tarnawatka ;
- Telatyn ;
- Tomaszów Lubelski ;
- Tyszowce ;
- Ulhówek ;
- Tomaszów Lubelski (ville).

### Bureau de district de Zamość
Le bureau de district de Zamość compte dix-huit gminy et une ville :
- Adamów ;
- Gorzków ;
- Grabowiec ;
- Izbica ;
- Krasnobród ;
- Łabunie ;
- Miączyn ;
- Nielisz ;
- Radecznica ;
- Rudnik ;
- Sitno ;
- Skierbieszów ;
- Stary Zamość ;
- Sułów ;
- Szczebrzeszyn ;
- Zamość ;
- Zwierzyniec ;
- Żółkiewka ;
- Zamość (ville).